# Островіте (Гнезненський повіт)
Островіте (пол. Ostrowite, нім. Ostwingen) — село в Польщі, у гміні Тшемешно Гнезненського повіту Великопольського воєводства.
Населення — 180 осіб (2011).
У 1975-1998 роках село належало до Бидгощського воєводства.

## Демографія
Демографічна структура станом на 31 березня 2011 року:
|          | Загалом | Допрацездатний вік | Працездатний вік | Постпрацездатний вік |
| -------- | ------- | ------------------ | ---------------- | -------------------- |
| Чоловіки | 98      | 16                 | 69               | 13                   |
| Жінки    | 82      | 12                 | 52               | 18                   |
| Разом    | 180     | 28                 | 121              | 31                   |